# Palazzo della Consulta

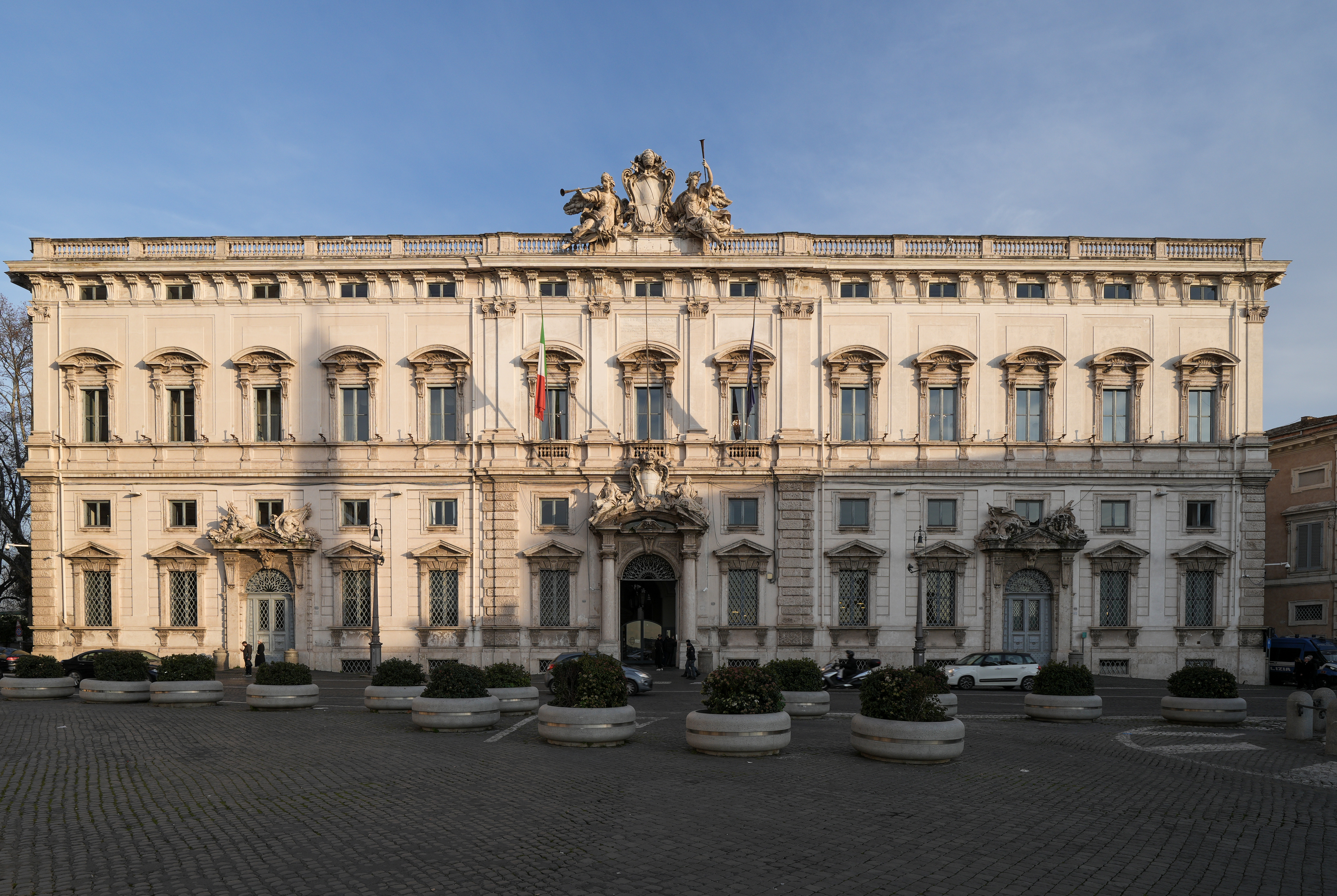
Frontansicht zur Piazza del Quirinale

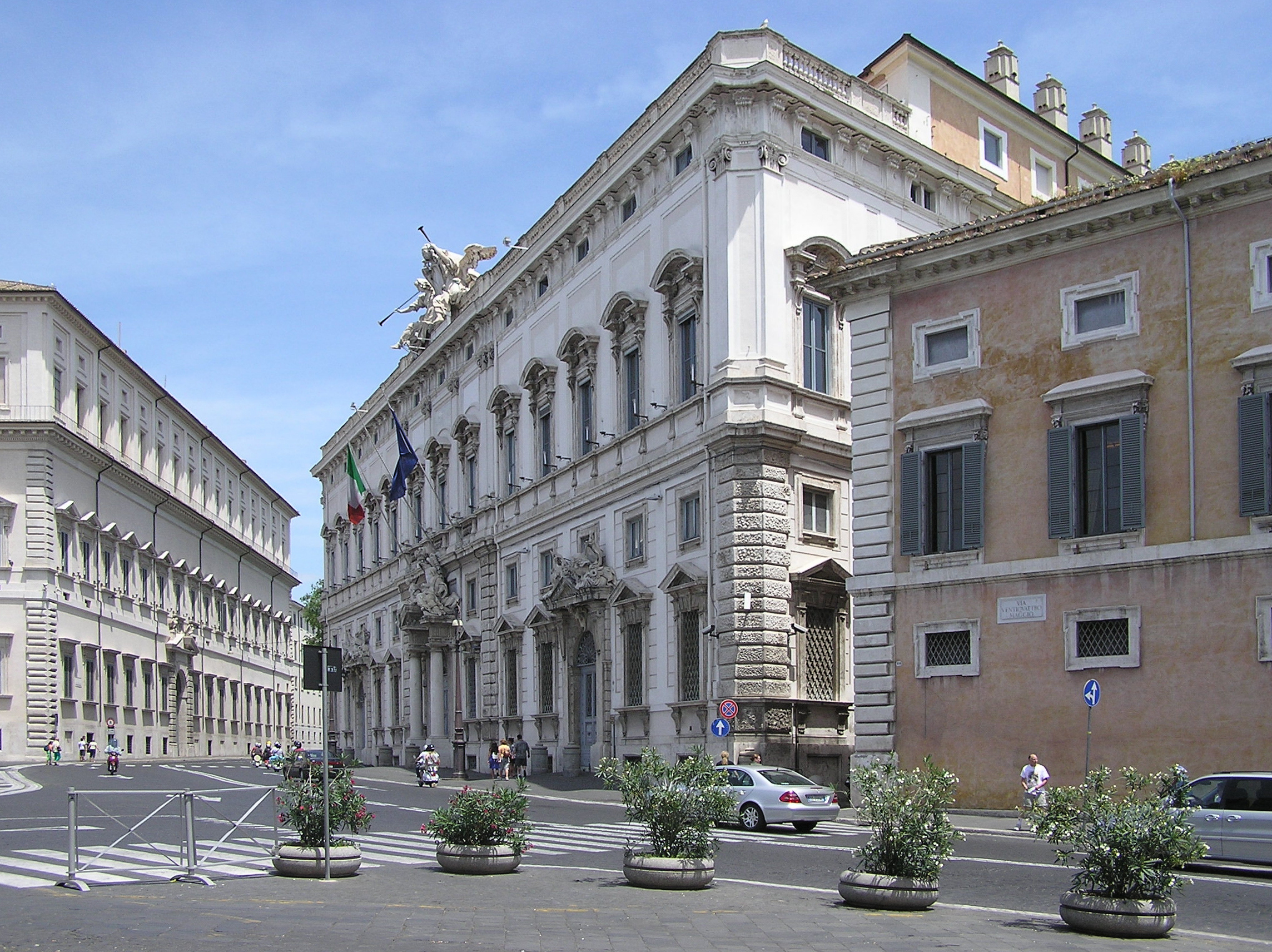
Seitenansicht, links der Quirinalspalast

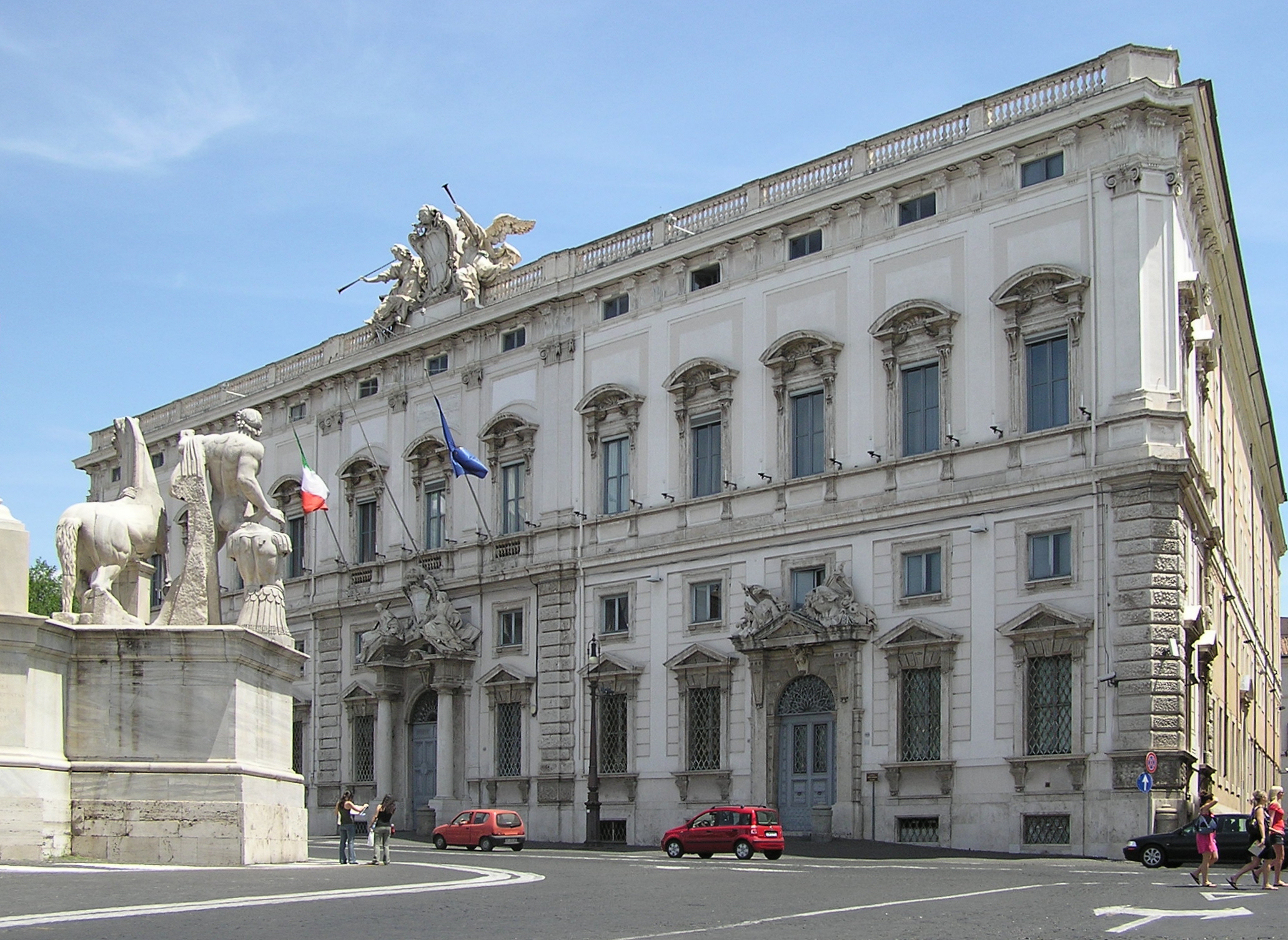
Weitere Ansicht mit Dioskurenbrunnen

Der Palazzo della Consulta („Palast der Ratsversammlung“) ist Sitz des italienischen Verfassungsgerichtes in Rom.

## Lage
Der Palazzo befindet sich auf dem Quirinal, gegenüber liegt der Quirinalspalast. Seine Front zeigt zur Piazza del Quirinale, des Weiteren liegt er an den zwei Straßen Vicolo Mazzarino und Via della Consulta.

## Geschichte
Der Palazzo wurde als Fabbrica della Sagra Consulta unter Papst Clemens XII. erbaut. Der beauftragte Architekt war Ferdinando Fuga. Fünf Jahre, von 1732 bis 1737, dauerte der Bau des Gebäudes, der sowohl Sitz der Sacra Congregazione della Consulta als auch der Segnatura dei Brevi war, eine Art päpstlicher Gerichtshof und Staatsrat. Teile des Palazzo della Consulta dienten als Kaserne der berittenen Garden, der Cavalleggeri und der Corazze (Guardia Nobile Pontificia), die unter anderem die päpstliche Kutsche schützten. Für den Bau des Palazzo sind ein kleinerer Palast abgerissen sowie Ruinenüberreste der Konstantinsthermen entfernt worden.
Nachdem im Palazzo zur Zeit der napoleonischen Besetzung Roms (1797–1815) die Prefettura del Tevere untergebracht worden war, diente er 1849 als Regierungssitz der Zweiten Römischen Republik.
1870 ging der Palazzo in italienischen Staatsbesitz über und wurde zunächst Residenz der Kronprinzen. Vier Jahre später fand das Außenministerium in ihm seinen Sitz. Ab 1924 bis zu dessen Auflösung im Jahr 1953 war in ihm das Kolonialministerium (später Ministerium für das italienische Afrika) untergebracht.
Im Artikel 1 des Gesetzes vom 18. März 1958 wurde der Palazzo als Sitz des italienischen Verfassungsgerichtes festgesetzt, das in ihm aber schon seit 1955 residierte.

## Architektur
Der trapezförmige Bau verfügt über einen nahezu quadratischen Innenhof, in dem sich ein Parkplatz befindet.
Im Piano nobile befindet sich die prachtvoll ausgemalte Wohnung des Kardinals der Sacra Congregazione mit Motiven, die zum einen das päpstliche kulturelle Engagement darstellen und zum anderen Mitglieder aus dem Haus Savoyen porträtieren.